# Florence Knapp
Florence Knapp née le 10 octobre 1873 à Lansdale (États-Unis) et morte le 11 janvier 1988 à Montgomery Square (États-Unis), était une supercentenaire américaine.
À la mort d'Anna Eliza Williams le 27 décembre 1987, Knapp est devenue la personne vivante la plus âgée du monde, un statut de doyenne de l'humanité qu'elle a conservé jusqu'à sa propre mort le mois suivant à l'âge de 114 ans et 93 jours.

## Biographie
Née à Lansdale, en Pennsylvanie, Florence a vécu à Montgomery Square pendant la majeure partie de sa vie. Sa famille était nombreuse et beaucoup de ses proches ont vécu longtemps : ses frères et sœurs ont vécu jusqu'à 80-90 ans et une sœur en particulier a atteint l'âge de 108 ans. Florence ne s'est jamais mariée et n'a pas eu d'enfants.
En octobre 1987, lorsqu'elle fut honorée par la législature de Pennsylvanie pour sa longévité, Florence fut reconnue par Guinness World Records comme la personne la plus âgée des États-Unis et après la mort de la Britannique Anna Eliza Williams le 27 décembre 1987, Florence Knapp est devenue la personne vivante la plus âgée dont on ait vérifié l'existence. Le nom de Florence Knapp, en tant que personne vivante la plus âgée, n'a jamais été inclus dans le registre, car elle est décédée seulement 15 jours après avoir hérité du record de Williams, et donc avant qu'il ne puisse être inclus dans la nouvelle édition du Livre Guinness des records.
Après la mort de Knapp, il y eut une grande confusion quant à savoir qui était la nouvelle personne vérifiable la plus âgée du monde : au début, Orpha Nusbaum (août 1875 - mars 1988) était considérée comme l'héritière officielle du titre de doyenne de l'humanité ; puis le cas de Birdie May Vogt (août 1876 - juillet 1989) a été identifié ; en novembre 1988, Guinness a reconnu Carrie C. White comme la personne vivante la plus âgée au monde, qui prétendait être née en 1874, mais son âge initialement présumé a ensuite été officiellement nié. La véritable héritière de Florence Knapp fut donc l'Américaine Easter Wiggins, qui atteignit l'âge de 116 ans et 36 jours, ce qui en fait la personne ayant vécu le plus longtemps jusqu'à cette époque.